# Anki Lidén
Pour les articles homonymes, voir Lidén.
Anki Lidén, née Anna Catarina Lidén le 5 avril 1947 à Mölltorp, est une actrice suédoise. Active au théâtre depuis le début des années 1970, elle est bien connue du grand public en Suède pour ses nombreux rôles au cinéma et à la télévision.
Elle est la mère du producteur et disc-jockey Avicii.

## Biographie
Anki Lidén étudie la comédie dans la petite ville de Skara avant de rejoindre l'école de théâtre de Malmö . Au début des années 1970, elle fait ses débuts au théâtre de la ville d'Uppsala, auquel elle reste attachée jusqu'au milieu des années 2000. Elle y interprète notamment Tchekhov et Norén.
Ses premières apparitions au cinéma et à la télévision remontent à la fin des années 1970. Dans les deux décennies suivantes, elle enchaine de nombreux rôles de mère de famille sur le petit et le grand écran, qui font d'elle une actrice bien connue du public suédois. Le film Ma vie de chien de Lasse Hallström, dans lequel elle interprète la mère du jeune héros, la révèle également sur la scène internationale. Mais c'est finalement avec un rôle de grand-mère qu'Anki Lidén reçoit la reconnaissance de ses pairs : elle remporte en 2010 le Guldbagge de la meilleure actrice dans un second rôle pour le film I taket lyser stjärnorna, tiré du roman éponyme de Johanna Thydell,.
Dans les années 2010, elle reste active au cinéma et à la télévision : le public français a pu la voir dans un épisode de la série Les Enquêtes d'Érica. Ses apparitions dans les médias sont toutefois surtout liées au succès planétaire de son fils Tim, disc-jockey connu sous le nom de scène Avicii.

## Filmographie partielle

### Cinéma
- 1976 : Polare de Jan Halldoff : Lena Sjöberg
- 1979 : Jag är med barn de Lasse Hallström : Lena
- 1980 : Mannen som blev miljonär de Mats Arehn : Anki
- 1980 : Lämna mig inte ensam de Jan Halldoff : Pia
- 1982 : En flicka på halsen de Tomas Löfdahl : Marie-Louise
- 1983 : Mot härliga tider de Kjell Jerselius : Yvonne
- 1984 : Rosen de Staffan Hildebrand : Monica
- 1985 : Ma vie de chien de Lasse Hallström : la mère d'Ingemar
- 1988 : Friends de Kjell-Åke Andersson
- 1988 : Ingen kan älska som vi de Staffan Hildebrand : la mère d'Annelie
- 2002 : Beck - Sista vittnet de Harald Hamrell : Marianne Berncroft
- 2009 : I taket lyser stjärnorna de Lisa Siwe : la grand-mère de Jenna
- 2009 : Oskar, Oskar de Mats Arehn : Ingrid
- 2013 : Bäst före de Mats Arehn : Karin
- 2013 : Små citroner gula de Teresa Fabik : Maud

### Télévision
- 1976 : De lyckligt lottade (série)
- 1989–1992 : Storstad (série)
- 1996 : Vänner och Fiender (série) : Karin Sundin
- 2002 : Den 5:e kvinnan de Birger Larsen : Yvonne Ander
- 2002 : Skeppsholmen (série) : Karin Eldh
- 2009 : Les Enquêtes du commissaire Winter (Kommissarie Winter) - (saison 3) : Siv Winter
- 2010-2013 : Meurtres à Sandhamn (Morden i Sandhamn) (série) : Margit
- 2012 : Les Enquêtes d'Érica (épisode Le vrai du faux) : Anita Vennerman